# Ae 270 Ibis
Pour les articles homonymes, voir Ibis.
L'Ibis Aerospace Ae 270 Ibis est un avion utilitaire turbopropulsé issu d'une coopération tchéco-taïwanaise.

## Origine
Au début des années 1990 Aero Vodochody a lancé l’étude d’un monomoteur utilitaire désigné L-270 pour permettre à l’entreprise de se positionner sur le marché civil dans la perspective des ventes décroissantes de ses avions d’entrainement à réaction. La configuration générale de l’appareil a été modifiée en 1991 puis fin 1993. En mars 1997 a été signé un accord de coopération avec AIDC (en), firme de Taïwan et Ibis Aerospace a été formée le 1er juillet 1997 à Odolena Voda, près de Prague, chacun des deux partenaires détenant 50 % du capital. Aero Vodochody a été chargée plus spécifiquement de la conception et de la construction du fuselage et des empennages, AIDC se chargeant de la voilure. L’assemblage final devait être assuré en Tchéquie et Ibis Aerospace Ltd fut constituée à Kerrville, Texas, pour assurer la promotion de l’appareil aux États-Unis.

## Développement
Devenu Ae 270 Ibis, cet appareil se présente comme un monoplan à aile basse turbopropulsé de la classe du Socata TBM-700, pouvant emporter 10 personnes, pilotes compris. Cinq prototypes ont été construits (P1/P5), dont 2 (P2 et P4) ont été utilisés pour les essais statiques. Le premier appareil (P1) est sorti d’usine en décembre 1999 et a pris l’air à Vodochody le 25 juillet 2000, suivi d’un second (P3) le 23 décembre 2001. Le dernier prototype (P5), destiné aux essais de certification et conforme à la série, a volé le 25 février 2003 avec une turbine PT6A-66A de 850 ch.
Ibis Aerospace espérait obtenir la certification à la norme FAR Part 23 courant 2001 et commencer les livraisons aux clients à la fin de la même année. Mais début juillet 2001, alors qu’elle annonçait avoir enregistré 27 commandes (et 24 options) durant le Salon du Bourget, il était évident que le programme accusait un retard important. Les deux premiers appareils de série ne sortirent d’usine que fin 2005, deux versions étant proposées :
- Ae 270P avec turbopropulseur Pratt & Whitney et fuselage pressurisé, destiné au marché occidental et principalement nord-américain.
- Ae 270W avec turbopropulseur Walter, train fixe et fuselage non pressurisé, modèle destiné principalement au Tiers-monde et l’ancienne URSS.

Le premier appareil de série (c/n 006) a été présenté à la convention annuelle du NBAA (en) à Orlando, Floride, en octobre 2003. Occasion de présenter l’Ae 270 Spirit, version exécutive de l’appareil. La certification européenne a été obtenue le 12 décembre 2005, suivie le 24 février 2006 de la certification FAA FAR Part 21.